# Mateo Sušić
Mateo Sušić (Mostar, 18 novembre 1990) è un calciatore bosniaco, difensore dello Zrinjski Mostar.

## Statistiche

### Presenze e reti nei club
Statistiche aggiornate al 2 dicembre 2024.
| Stagione                | Squadra                 | Campionato              | Campionato | Campionato | Coppe nazionali | Coppe nazionali | Coppe nazionali | Coppe continentali | Coppe continentali | Coppe continentali | Altre coppe | Altre coppe | Altre coppe | Totale | Totale |
| Stagione                | Squadra                 | Comp                    | Pres       | Reti       | Comp            | Pres            | Reti            | Comp               | Pres               | Reti               | Comp        | Pres        | Reti        | Pres   | Reti   |
| ----------------------- | ----------------------- | ----------------------- | ---------- | ---------- | --------------- | --------------- | --------------- | ------------------ | ------------------ | ------------------ | ----------- | ----------- | ----------- | ------ | ------ |
| 2010-2011               | Istria 1961             | 1.HNL                   | 19         | 2          | CC              | 2               | 0               | -                  | -                  | -                  | -           | -           | -           | 21     | 2      |
| 2011-2012               | Istria 1961             | 1.HNL                   | 26         | 2          | CC              | 3               | 0               | -                  | -                  | -                  | -           | -           | -           | 29     | 2      |
| 2012-2013               | Istria 1961             | 1.HNL                   | 27         | 0          | CC              | 2               | 0               | -                  | -                  | -                  | -           | -           | -           | 29     | 0      |
| Totale Istra 1961       | Totale Istra 1961       | Totale Istra 1961       | 72         | 4          |                 | 7               | 0               |                    | -                  | -                  |             | -           | -           | 79     | 4      |
| 2013-2014               | Energie Cottbus         | ZL                      | 5          | 0          | CG              | 0               | 0               | -                  | -                  | -                  | -           | -           | -           | 5      | 0      |
| 2014-gen. 2015          | CFR Cluj                | L1                      | 16         | 0          | CR+CdL          | 2+0             | 0               | UEL                | 4                  | 0                  | -           | -           | -           | 22     | 0      |
| gen.-giu. 2015          | Sheriff Tiraspol        | DN                      | 11         | 0          | CM              | 2               | 0               | UCL                | -                  | -                  | SM          | -           | -           | 13     | 0      |
| 2015-2016               | Sheriff Tiraspol        | DN                      | 25         | 1          | CM              | 2               | 0               | UEL                | 2                  | 0                  | SM          | 1           | 0           | 30     | 1      |
| 2016-2017               | Sheriff Tiraspol        | DN                      | 21         | 1          | CM              | 3               | 0               | UCL                | 2                  | 0                  | SM          | 1           | 0           | 27     | 1      |
| 2017                    | Sheriff Tiraspol        | DN                      | 16         | 0          | CM              | 1               | 0               | UCL+UEL            | 4+8                | 0                  | -           | -           | -           | 29     | 0      |
| 2018                    | Sheriff Tiraspol        | DN                      | 23         | 2          | CM              | 4               | 0               | UCL+UEL            | 4+4                | 0                  | -           | -           | -           | 35     | 2      |
| gen.-giu. 2019          | Sheriff Tiraspol        | DN                      | 10         | 0          | CM              | 0               | 0               | UCL                | 0                  | 0                  | SM          | 0           | 0           | 10     | 0      |
| Totale Sheriff Tiraspol | Totale Sheriff Tiraspol | Totale Sheriff Tiraspol | 106        | 4          |                 | 12              | 0               |                    | 24                 | 0                  |             | 2           | 0           | 144    | 4      |
| 2019-2020               | CFR Cluj                | L1                      | 11+5       | 1+1        | CR              | 1               | 0               | UCL+UEL            | 8+4                | 0                  | SR          | 0           | 0           | 29     | 2      |
| 2020-2021               | CFR Cluj                | L1                      | 22+4       | 0          | CR              | 1               | 0               | UCL+UEL            | 2+8                | 0                  | SR          | 0           | 0           | 37     | 0      |
| 2021-2022               | CFR Cluj                | L1                      | 15+5       | 0          | CR              | 0               | 0               | UCL+UEL+UECL       | 5+0+2              | 0                  | SR          | 0           | 0           | 27     | 0      |
| Totale CFR Cluj         | Totale CFR Cluj         | Totale CFR Cluj         | 78         | 2          |                 | 4               | 0               |                    | 33                 | 0                  |             | 0           | 0           | 115    | 2      |
| 2022-2023               | APOEL                   | A                       | 19+6       | 3          | CC              | 3               | 0               | UECL               | 0                  | 0                  | -           | -           | -           | 28     | 0      |
| 2023-2024               | APOEL                   | A                       | 22+10      | 0          | CC              | 1               | 0               | UECL               | 6                  | 0                  | -           | -           | -           | 39     | 0      |
| 2024-2025               | APOEL                   | A                       | 8          | 0          | CC              | 0               | 0               | UCL+UEL+UECL       | 4+2+4              | 0+1+0              | SC          | 1           | 0           | 19     | 1      |
| Totale APOEL            | Totale APOEL            | Totale APOEL            | 65         | 3          |                 | 4               | 0               |                    | 16                 | 1                  |             | 1           | 0           | 86     | 4      |
| Totale carriera         | Totale carriera         | Totale carriera         | 326        | 13         |                 | 27              | 0               |                    | 73                 | 1                  |             | 3           | 0           | 429    | 14     |

### Cronologia presenze e reti in nazionale
| Cronologia completa delle presenze e delle reti in nazionale ― Bosnia ed Erzegovina | Cronologia completa delle presenze e delle reti in nazionale ― Bosnia ed Erzegovina | Cronologia completa delle presenze e delle reti in nazionale ― Bosnia ed Erzegovina | Cronologia completa delle presenze e delle reti in nazionale ― Bosnia ed Erzegovina | Cronologia completa delle presenze e delle reti in nazionale ― Bosnia ed Erzegovina | Cronologia completa delle presenze e delle reti in nazionale ― Bosnia ed Erzegovina | Cronologia completa delle presenze e delle reti in nazionale ― Bosnia ed Erzegovina | Cronologia completa delle presenze e delle reti in nazionale ― Bosnia ed Erzegovina |
| Data                                                                                | Città                                                                               | In casa                                                                             | Risultato                                                                           | Ospiti                                                                              | Competizione                                                                        | Reti                                                                                | Note                                                                                |
| ----------------------------------------------------------------------------------- | ----------------------------------------------------------------------------------- | ----------------------------------------------------------------------------------- | ----------------------------------------------------------------------------------- | ----------------------------------------------------------------------------------- | ----------------------------------------------------------------------------------- | ----------------------------------------------------------------------------------- | ----------------------------------------------------------------------------------- |
| 25-3-2016                                                                           | Lussemburgo                                                                         | Lussemburgo                                                                         | 0 – 3                                                                               | Bosnia ed Erzegovina                                                                | Amichevole                                                                          | -                                                                                   | 46’                                                                                 |
| 29-3-2016                                                                           | Zurigo                                                                              | Svizzera                                                                            | 0 – 2                                                                               | Bosnia ed Erzegovina                                                                | Amichevole                                                                          | -                                                                                   | 50’                                                                                 |
| 3-6-2016                                                                            | Toyota                                                                              | Bosnia ed Erzegovina                                                                | 2 – 2 (4 – 3 dtr)                                                                   | Danimarca                                                                           | Kirin Cup                                                                           | -                                                                                   | 73’                                                                                 |
| 7-6-2016                                                                            | Suita                                                                               | Giappone                                                                            | 1 – 2                                                                               | Bosnia ed Erzegovina                                                                | Kirin Cup                                                                           | -                                                                                   |                                                                                     |
| 10-10-2017                                                                          | Tallinn                                                                             | Estonia                                                                             | 1 – 2                                                                               | Bosnia ed Erzegovina                                                                | Qual. Mondiali 2018                                                                 | -                                                                                   |                                                                                     |
| 1-9-2021                                                                            | Strasburgo                                                                          | Francia                                                                             | 1 – 1                                                                               | Bosnia ed Erzegovina                                                                | Qual. Mondiali 2022                                                                 | -                                                                                   | 64’                                                                                 |
| 13-11-2021                                                                          | Zenica                                                                              | Bosnia ed Erzegovina                                                                | 1 – 3                                                                               | Finlandia                                                                           | Qual. Mondiali 2022                                                                 | -                                                                                   | 66’                                                                                 |
| 16-11-2021                                                                          | Zenica                                                                              | Bosnia ed Erzegovina                                                                | 0 – 2                                                                               | Ucraina                                                                             | Qual. Mondiali 2022                                                                 | -                                                                                   |                                                                                     |
| 7-6-2022                                                                            | Zenica                                                                              | Bosnia ed Erzegovina                                                                | 1 – 0                                                                               | Romania                                                                             | UEFA Nations League 2022-2023 - 1º turno                                            | -                                                                                   |                                                                                     |
| 11-6-2022                                                                           | Podgorica                                                                           | Montenegro                                                                          | 1 – 1                                                                               | Bosnia ed Erzegovina                                                                | UEFA Nations League 2022-2023 - 1º turno                                            | -                                                                                   |                                                                                     |
| 23-9-2022                                                                           | Zenica                                                                              | Bosnia ed Erzegovina                                                                | 1 – 0                                                                               | Montenegro                                                                          | UEFA Nations League 2022-2023 - 1º turno                                            | -                                                                                   | 90’                                                                                 |
| Totale                                                                              |                                                                                     | Presenze                                                                            | 11                                                                                  |                                                                                     | Reti                                                                                | 0                                                                                   |                                                                                     |

## Palmarès

### Club

#### Competizioni nazionali
- Campionato moldavo: 4

Sheriff Tiraspol: 2015-2016, 2016-2017, 2017, 2018
- Supercoppa di Moldavia: 2

Sheriff Tiraspol: 2015, 2016
- Coppa di Moldavia: 2

Sheriff Tiraspol: 2016-2017, 2018-2019
- Campionato rumeno: 3

CFR Cluj: 2019-2020, 2020-2021, 2021-2022
- Campionato cipriota: 1

APOEL: 2023-2024
- Supercoppa di Cipro: 1

APOEL: 2024